# Praticello
Praticello (Prezzèl in dialetto reggiano) (noto talvolta con la dicitura Praticello di Gattatico) è la principale frazione, nonché capoluogo, del comune di Gattatico. Essa, situata in posizione baricentrica rispetto al territorio comunale, è infatti sede municipale dal 1870.

## Storia
Il Tirabassi ivi segnala tracce di una stazione dell'Età del Bronzo, nonché di successivo insediamento di epoca romana. La prima menzione della località, col toponimo di "Pratosellum", si rinviene in una carta dell'anno 877. In generale la villa seguì le sorti della vicina Parma, fino al 1847, allorché - in forza della clausole del trattato di Firenze - passò sotto il dominio del Ducato di Modena e Reggio.

## Chiesa di San Matteo
Nel 1223 a Praticello è segnalata una cappella, dedicata a San Matteo, soggetta alla pieve di Casaltone. Tra il 1690 e il 1703 la chiesa fu rifabbricata. Il fronte fu ultimato solo nel 1871; esso presenta un gioco di lesene e cornicioni, concluso da frontespizio triangolare. Nel 1853 la parrocchia di Praticello passò sotto la giurisdizione ecclesiastica della Diocesi di Reggio Emilia-Guastalla.